# 85400 Shiratakachu
85400 Shiratakachu è un asteroide della fascia principale. Scoperto nel 1996, presenta un'orbita caratterizzata da un semiasse maggiore pari a 2,5683173 UA e da un'eccentricità di 0,2098449, inclinata di 0,76927° rispetto all'eclittica.